# Escuela de Arte Eladio Vélez (Itagüí)
La  Escuela de Arte Eladio Vélez, conocida también como Escuela Eladio Vélez, es una escuela superior tecnológica de arte en Colombia, de carácter privado. 
Fue fundada el 2 de febrero de 1979, por la Sociedad de Mejoras Públicas de Itagüí. Es una escuela especializada en el mundo artístico y cultural. También brinda distintas actividades sociales que ayudan a fortalecer el arte y la cultura de la ciudad. 

## Sedes
Actualmente cuenta con 1 sede ubicada en Itagüí. Está en homenaje al destacado pintor Eladio Vélez.

## Inicio
En 1979 se pone en marcha la idea de la creación de una escuela de arte de carácter privado. Todo con la intención de brindar una alternativa distinta en la ciudad. Desde 1979 la Escuela Eladio Vélez se ha convertido en patrimonio de la ciudad no solo por el artista que representa sino por la posibilidad que brinda a la población de la ciudad. 

## Cursos
Artes
- Pintura
- Dibujo artístico
- Acuarela
- Escultura
- Fotografía
- Ilustración – Cómic/Manga

Música
- Iniciación musical
- Guitarra
- Piano
- Técnica vocal